# Бобрик (Новодеревеньковский район)
Бо́брик — деревня в Новодеревеньковском районе Орловской области России.
Входит в состав Никитинского сельского поселения.

## География
Деревня находится на реке Переволочинка, восточнее деревни Потаповка.

## Население
| 1859 | 1915 | 2010 |
| ---- | ---- | ---- |
| 268  | ↗633 | ↘9   |

## Инфраструктура
Личное подсобное хозяйство.

## Транспорт
В Бобрик заходят просёлочные дороги, южнее деревни проходят железная дорога и автомобильная дорога 54К-6.